# 崩得主义
崩得主义（英語：Bundism）是一个世俗的犹太社会主义运动，其最早的组织形式是1897年在俄罗斯帝国成立的立陶宛、波兰和俄罗斯犹太工人总联盟（简称“崩得”）。
在俄罗斯帝国时期，崩得是社会民主主义运动的重要组成部分，直至1917年俄国革命；崩得最初反对十月革命，但由于俄国内战期间反共的白军“志愿军”发动反犹太人暴动，崩得最终支持十月革命。在内战期间，崩得在共产主义和社会民主主义之间分裂，其中一个派系支持苏维埃政府，最终被并入俄国共产党（布尔什维克）。
在战间期，崩得主义运动继续作为一个政治党派在独立的波兰存在，成为波兰犹太社区内的重要政治力量。崩得主义者积极参与反纳粹斗争，其许多成员在大屠杀中遇害。
战后，国际犹太劳工联盟（更准确地说是“犹太劳工联盟世界协调委员会”）在美国纽约成立，并在阿根廷、澳大利亚、加拿大、法国、以色列、墨西哥、英国、美国及其他国家设有附属团体。
尽管该运动在战后仍然存在并在21世纪得到复兴，但据大卫·克兰兹勒所言，该运动及其相关组织（如“戈尔多尼亚”青年运动）在欧洲未能成功实现其目标，尽管它们曾广受欢迎。